# دهستان صحنه
دهستان صحنه نام دهستانی در بخش مرکزی شهرستان صحنه، استان کرمانشاه در ایران است. براساس سرشماری مرکز آمار ایران در سال ۱۳۸۵، جمعیت آن ۴۹۶۰ نفر (۱۱۸۵ خانوار) بوده‌است.